# Episodi di Winning Time - L'ascesa della dinastia dei Lakers (seconda stagione)
La seconda stagione della serie televisiva Winning Time - L'ascesa della dinastia dei Lakers (Winning Time: The Rise of the Lakers Dynasty) è stata trasmessa sul canale statunitense via cavo HBO dal 6 agosto al 17 settembre 2023.
In Italia, la stagione è andata in onda in prima visione sul canale satellitare Sky Atlantic dal 28 agosto al 9 ottobre 2023.
| nº | Titolo originale                 | Titolo italiano               | Prima TV USA      | Prima TV Italia   |
| -- | -------------------------------- | ----------------------------- | ----------------- | ----------------- |
| 1  | One Ring Don't Make a Dynasty    | Un anello non fa una dinastia | 6 agosto 2023     | 28 agosto 2023    |
| 2  | The Magic Is Back                | Il ritorno della magia        | 13 agosto 2023    | 4 settembre 2023  |
| 3  | The Second Coming                | La seconda venuta             | 20 agosto 2023    | 11 settembre 2023 |
| 4  | The New World                    | Il nuovo mondo                | 27 agosto 2023    | 18 settembre 2023 |
| 5  | The Hamburger Hamlet             | Chi è il capo?                | 3 settembre 2023  | 25 settembre 2023 |
| 6  | "beat L.A."                      | Beat L.A.                     | 10 settembre 2023 | 2 ottobre 2023    |
| 7  | What Is and What Should Never Be | La resa dei conti             | 17 settembre 2023 | 9 ottobre 2023    |